# Мордовцев Григорій Олексійович
Григорій Олексійович Мордовцев (27 квітня 1929, село Рогове, тепер Новопсковського району або місто Кадіївка, тепер Луганської області — 21 серпня 2014, місто Стаханов, тепер Кадіївка Луганської області) — український радянський діяч, бригадир комплексної гірничо-прохідницької бригади шахти імені Чеснокова виробничого об'єднання «Стахановвугілля» Луганської області. Герой Соціалістичної Праці (29.06.1966). Депутат Верховної Ради УРСР 7—9-го скликань.

## Біографія
Народився у селянській родині. Освіта неповна середня. У 1946—1947 роках — учень школи фабрично-заводського навчання.
З 1947 року — прохідник шахти № 3—3-біс тресту «Кадіїввугілля», учень курсів бригадирів прохідників шахт (Брянківської гірничо-прохідницької школи) Ворошиловградської області.
У 1955—1958 роках — бригадир прохідницької бригади, у 1958—1987 роках — бригадир комплексної гірничо-прохідницької бригади шахти № 3—3-біс (з 1964 року — шахти імені Чеснокова) комбінату «Кадіїввугілля» (потім — виробничого об'єднання «Стахановвугілля») Ворошиловградської області.
Член КПРС з 1957 року.
Потім — на пенсії у місті Стаханові Луганської області.

## Нагороди
- Герой Соціалістичної Праці (29.06.1966)
- орден Леніна (29.06.1966)
- орден Трудового Червоного Прапора
- орден «Знак Пошани»
- орден «За заслуги» 3-го ст. (27.08.2010)
- повний Кавалер знаку «Шахтарська слава»
- медалі
- почесний громадянин міста Стаханова